# مايرا فلوريس
مايرا فلوريس (مواليد 1 يناير 1986) هي سياسية أمريكية من الحزب الجمهوري وهي حالياً عضو في مجلس النواب الأمريكي منذ عام 2022.